# Harriet Hosmer
Harriet Goodhue Hosmer, née le 9 octobre 1830 et morte le 21 février 1908 à Watertown, est une sculptrice américaine de style néo-classique. Elle est considérée comme la sculptrice américaine la plus importante du XIXe siècle.

## Œuvres
- Thomas Hart Benton, 1868 (Lafayette Square, Saint-Louis)
- Œnone, 1855 (Musée d'Art de Saint-Louis)
- Beatrice Cenci (1577-1599), 1857, (the St. Louis Mercantile Library)
- Zenobia, Queen of Palmyra, 1857, (Institut d'Art de Chicago)
- Clasped Hands of Robert and Elizabeth Barrett Browning, 1853